# EF Education First
 (février 2023).
La mise en forme du texte ne suit pas les recommandations de Wikipédia : il faut le « wikifier ».
Les points d'amélioration suivants sont les cas les plus fréquents. Le détail des points à revoir est peut-être précisé sur la page de discussion.
- Les titres sont pré-formatés par le logiciel. Ils ne sont ni en capitales, ni en gras.
- Le texte ne doit pas être écrit en capitales (les noms de famille non plus), ni en gras, ni en italique, ni en « petit »…
- Le gras n'est utilisé que pour surligner le titre de l'article dans l'introduction, une seule fois.
- L'italique est rarement utilisé : mots en langue étrangère, titres d'œuvres, noms de bateaux, etc.
- Les citations ne sont pas en italique mais en corps de texte normal. Elles sont entourées par des guillemets français : « et ».
- Les listes à puces sont à éviter, des paragraphes rédigés étant largement préférés. Les tableaux sont à réserver à la présentation de données structurées (résultats, etc.).
- Les appels de note de bas de page (petits chiffres en exposant, introduits par l'outil «  Source ») sont à placer entre la fin de phrase et le point final[comme ça].
- Les liens internes (vers d'autres articles de Wikipédia) sont à choisir avec parcimonie. Créez des liens vers des articles approfondissant le sujet. Les termes génériques sans rapport avec le sujet sont à éviter, ainsi que les répétitions de liens vers un même terme.
- Les liens externes sont à placer uniquement dans une section « Liens externes », à la fin de l'article. Ces liens sont à choisir avec parcimonie suivant les règles définies. Si un lien sert de source à l'article, son insertion dans le texte est à faire par les notes de bas de page.
- La présentation des références doit suivre les conventions bibliographiques. Il est recommandé d'utiliser les modèles {{Ouvrage}}, {{Chapitre}}, {{Article}}, {{Lien web}} et/ou {{Bibliographie}}. Le mode d'édition visuel peut mettre en forme automatiquement les références.
- Insérer une infobox (cadre d'informations à droite) n'est pas obligatoire pour parachever la mise en page.

Pour une aide détaillée, merci de consulter Aide:Wikification.
Si vous pensez que ces points ont été résolus, vous pouvez retirer ce bandeau et améliorer la mise en forme d'un autre article.
EF Education First (EF en abrégé) est une entreprise spécialisée dans la formation linguistique, les séjours linguistiques, les programmes d'études universitaires, et les échanges culturels.
La société a été fondée en 1965 par Bertil Hult dans la ville universitaire suédoise de Lund. EF est une société privée détenue par la famille Hult et basée à Lucerne en Suisse.

## Présentation
Bertil Hult a créé EF en 1965 dans le sous-sol de sa résidence universitaire.
EF Education First est organisée en deux divisions distinctes : EF Language et ses écoles et EF Education Travel: L'entreprise décline plusieurs marques, dont EF English Live, offrant des cours d'anglais sur Internet.
Les centres de langue internationaux EF enseignent plusieurs langues.
L'entreprise indique employer environ 52 000 salariés et disposer de 600 bureaux et écoles situées dans plus de 100 pays/régions.

## Histoire
Bertil Hult quitte l'université pour lancer EF en 1965. Il avait auparavant quitté le collège et était parti travailler pour un courtier maritime à Londres, où il a appris l'anglais en immersion ; il n'avait pas pu l'apprendre à l'école à cause de sa dyslexie. Il commence à vendre des cours de français à des étudiants suédois désireux d'étudier en France, mais il pense que l'anglais est un marché plus important et commence à proposer ses services dans toute l'Europe. En 1972, un ami le convainc d'ouvrir une école au Japon, juste au moment où les claviers anglais y sont introduits, et l'entreprise connaît une croissance explosive.
La société s'étend aux États-Unis en 1983, établissant d'abord son siège en Californie, puis à Boston en 1988.
Hult n'a jamais fait appel à des investissements extérieurs, faisant croître l'entreprise grâce à ses revenus. En 2014, EF compte environ 37 000 employés dans 55 pays. À cette époque, Hult cesse de diriger l'entreprise et transmet la direction à ses fils.
L'entreprise propose également un programme d'apprentissage en ligne pour adultes appelé "EF English Live", qui était auparavant connu sous le nom de "EF Englishtown". Le programme EF English Live a été certifié par l'Education Alliance Finland pour sa qualité pédagogique.

## Sports
En 2018, l'entreprise devient propriétaire et sponsor principal de l'équipe de cyclisme Slipstream Sports, qui est alors devenue EF Education First-Drapac p/b Cannondale.

## Communication

### Partenariats
Depuis 1988, l'entreprise collabore avec les Jeux Olympiques pour concevoir et fournir une gamme de solutions éducatives qui favorisent la compréhension et la connexion lors des Jeux Olympiques et Paralympiques.
EF fournit des tests linguistiques en ligne pour les bénévoles, conçoit des programmes numériques sur le sport et l'accueil des Jeux olympiques pour les étudiants, et enseigné des compétences linguistiques professionnelles aux comités d'organisation.

### Recherche
EF Learning Labs publie chaque année le EF English Proficiency Index (EPI), un classement des compétences en anglais par pays.

## Engagement
En 2022, ils publient leur premier Rapport d'Impact, qui a pour but de partager la façon dont leur communauté a un impact dans le monde, à travers l'éducation.

## Controverses et critiques
Les pratiques de la société EF Education First sont la cible de plusieurs critiques depuis 2021,. Par ailleurs, à la suite de plaintes de clients pour remboursements insuffisants durant la pandémie de Covid-19, les sociétés du groupe EF, EF Institute for Cultural Exchange, Inc et EF Education First International, AG, font l'objet d'une class action déposée en mars 2020 aux États-Unis.
EF a été vivement critiqué pour la mauvaise gestion des étudiants suivant ses cours. Le 17 février 2022, Claudio Mandia, un étudiant italien participant au programme de l'EF Academy à New York, s'est suicidé après quatre jours d'isolement punitif dans une salle blanche où il avait été placé en attente de son expulsion après avoir été surpris en train de copier un devoir de mathématiques. L'école a toujours nié que le jeune homme était en état de confinement, affirmant que la chambre n'était pas verrouillée et qu'il pouvait avoir des interactions sociales, a répondu l'Académie de Thornwood aux accusations des membres de la famille de Claudio. Cependant, selon la famille et les amis de Claudio, le personnel de l'école lui aurait dit qu'il « n'avait pas la permission de quitter la pièce et que le couloir était surveillé par caméra ».
Suite à l'histoire de Claudio Mandia, une émission de télévision italienne intitulée "Chi l'ha visto?" a mis en lumière d'autres témoignages d'étudiants ayant participé aux voyages d'études proposés par l'EF Academy. Parmi ces témoignages, on trouve des cas où des élèves ont été hébergés par des parents alcoolisés, voire un parent d'accueil qui a tiré sur le voisin à cause de son chien, ainsi que le cas de Thomas Boatright, coordinateur pour EF High School Exchange, inculpé d'exploitation sexuelle et de possession de pornographie infantile.